# Hughes Helicopters
«Г'юз Гелікоптерз» (англ. Hughes Helicopters) — американська вертолітобудівна компанія, що існувала у 1947-1984-х роках. Створена американським промисловцем, інженером, піонером і новатором американської авіації Говардом Г'юзом. Бере початок від заснованої у 1935 фірми «Г'юз тул компані» (англ. Hughes Tool Co.), філіалу концерну «Г'юз корпорейшн» (англ. Hughes Corp.).

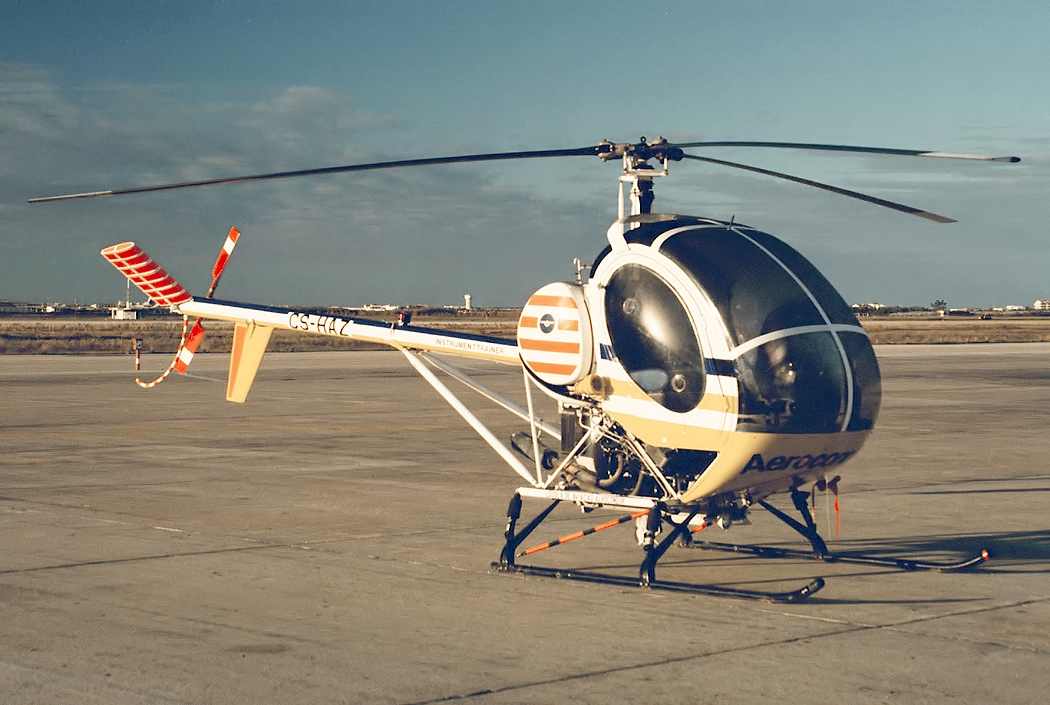
«Hughes 300»

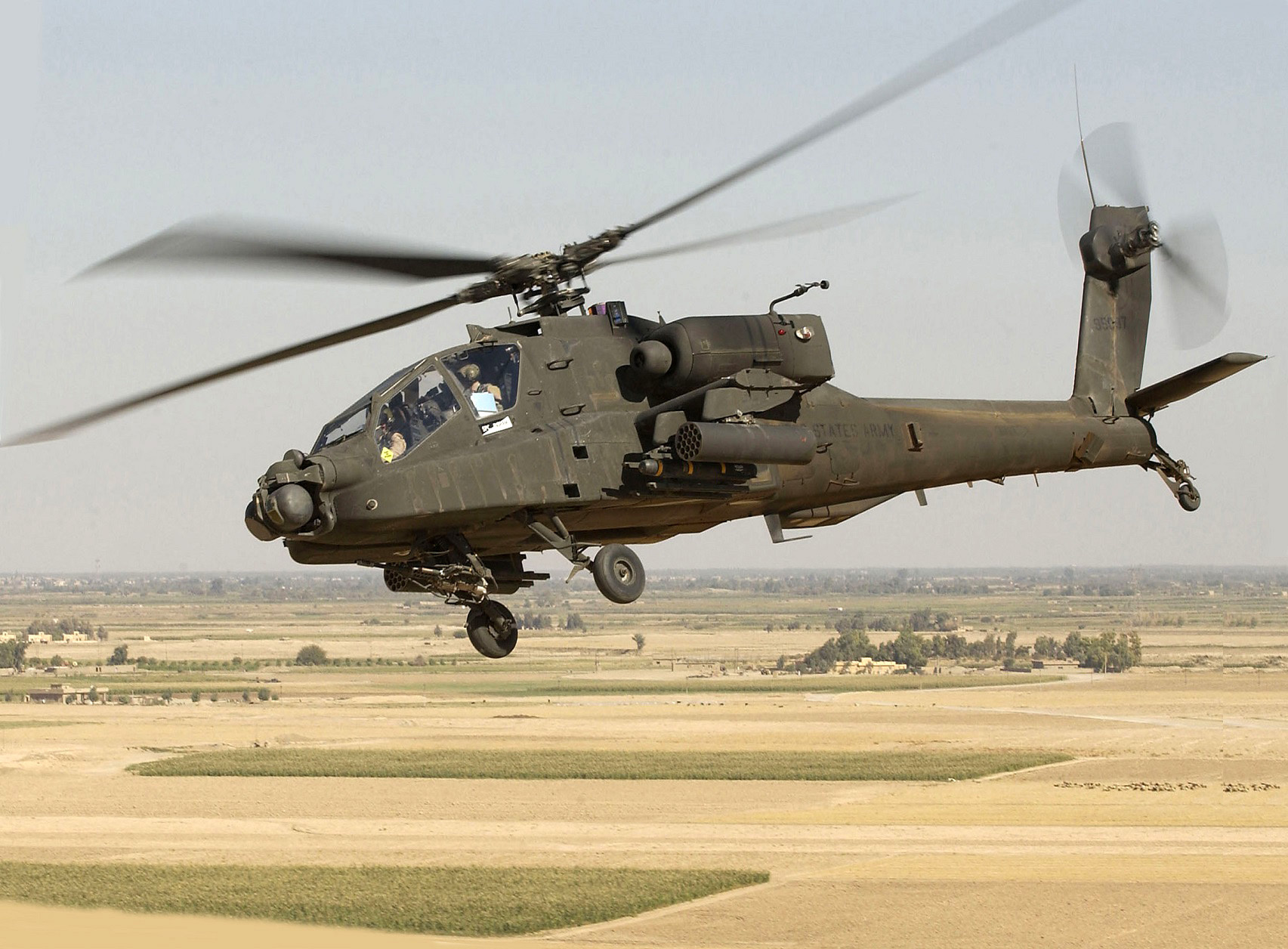
AH-64D Apache

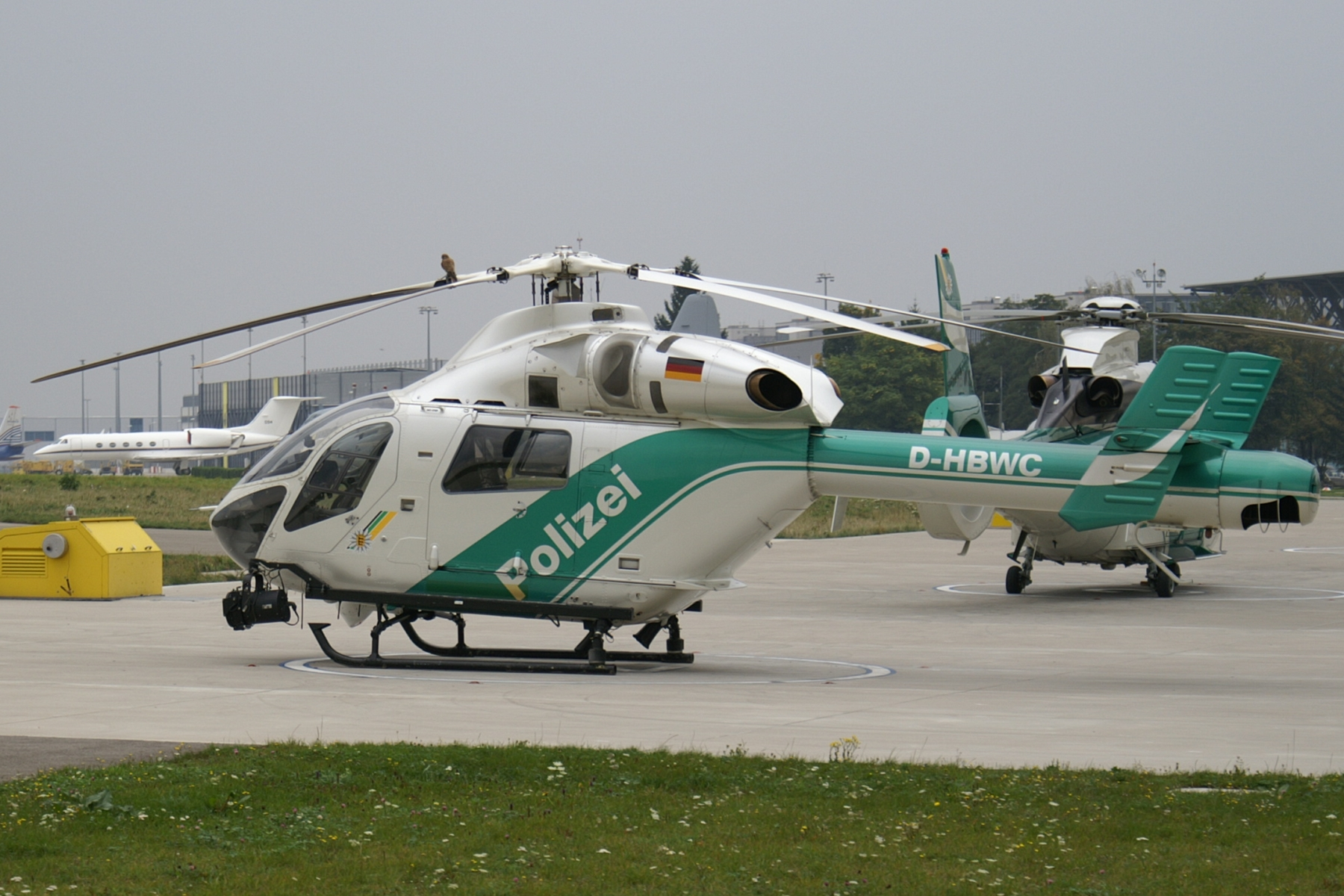
MD 900 Explorer на службі у німецькій поліції

## Історична довідка про компанію
З 1948 компанія почала займатись розробленням конструкцій вертольотів. У 1952 році інженерами компанії було створено перший вертоліт — «літаючий кран» XH-17 «Flying Crane»  вантажопідйомністю близько 11 т (виготовлений в одному примірнику, виведений з експлуатації у 1955 році).
З 1955 «Г'юз Гелікоптерз» спеціалізується на розробці конструкцій легких вертольотів. Згодом були створені легкий вертоліт «Hughes Model 269» (перший політ у 1956) та його покращена модифікація «Hughes Model 300» (перший політ у 1961, виготовлено понад 2750 одиниць у цивільному та військовому виконаннях). Найбільшого поширення отримав вертоліт «Hughes Model 369» (перший політ у 1963, серійне виробництво розпочато з 1965, виготовлено 1420 одиниць, використовується як службовий, санітарний, спортивний тощо, в армії США як розвідувальний гелікоптер під маркою OH-6 «Cayuse»).
У 1974 на базі «Hughes Model 369» компанія розробила сімейство вертольотів «Hughes 500», у 1976 вийшла військова модифікація «Hughes Model 500 Defender», з 1982 випускали варіанти «Hughes 500E» та «Hughes 530F». З 1985 року після входження компанії в авіабудівну корпорацію «МакДоннел Дуґлас» останні дві моделі отримали назви MD 500E та MD 530F «Lifter» відповідно, а військова версія — MD 500 «Defender».
До кінця 1990-х років виготовлено понад 4700 вертольотів сімейства «Hughes 500/530» у США і понад 850 одиниць — за ліцензією в інших країнах.
У 1975 році було створено протитанковий вертоліт AH-64 «Apache».
У цьому ж році компанія зайнялася розробкою експериментального вертольота із системою NOTAR, в якого хвостовий гвинт замінено системою щілинних сопел, що викидали потік газів з газотурбінної установки. У 1989 році фірма підключилася до розробки сімейства легких вертольотів MDX (MD 900 Explorer) із  злітною масою 2,8 т та системою NOTAR.